# Francesco Moricotti
Francesco Moricotti Prignano Butillo (data incerta - 6 de fevereiro de 1394) foi um cardeal italiano, Deão do Sagrado Colégio dos Cardeais e Vice-Chanceler Apostólico.

## Biografia
Sobrinho do Papa Urbano VI, é documentado pela primeira vez como cânone do capítulo da catedral metropolitana de Pisa em 3 de setembro de 1352, e em outro documento de 8 de fevereiro de 1355, mais tarde ele era o primicerius do capítulo.
Eleito Arcebispo de Pisa em 16 de maio de 1362, renunciou à Sé quando foi promovido ao cardinalato.
Foi criado cardeal-presbítero no consistório de 18 de setembro de 1378, recebendo o título de Santo Eusébio em 24 de novembro. Foi nomeado governador da Campagna em 21 de abril de 1380. Passa para a ordem dos cardeais-bispos e recebe a sé suburbicária de Palestrina, em julho de 1380.
Nomeado decano do Colégio dos Cardeais, em 1381. Ele acompanhava o Papa em suas inúmeras viagens. Regente da Chancelaria Apostólica, em agosto 1382, nomeado vice-chanceler da Santa Igreja Romana em 22 de outubro de 1385
Morreu em 6 de fevereiro de 1394, em Assis. Foi enterrado na Catedral de Pisa.

## Conclaves
- Conclave de 1389 - participou como deão da eleição do Papa Bonifácio IX